# Leduc (Alberta)
Leduc es una ciudad en la provincia de Alberta, Canadá. Se encuentra a 33 kilómetros al sur de la capital provincial Edmonton y forma parte de su área metropolitana.

## Historia
Leduc se estableció por primera vez en 1899, cuando Robert Telford, un colono, compró un terreno cerca de un lago que más tarde llevaría su nombre. Fue en ese pedazo de tierra donde el nuevo asentamiento echaría raíces. Telford anteriormente se desempeñó como oficial de la Policía Montada del Noroeste, y más tarde se convirtió en el primer postmaster de Leduc, primer comerciante general y primer juez de paz. El establecimiento del ferrocarril de Calgary y Edmonton, luego adquirida por el CPR, abrió la región a colonos. El primer tren se detuvo en Leduc en julio de 1891.
Leduc primero fue incorporada como villa en 1899, y en 1906 se convirtió en oficialmente un pueblo. Se convirtió en una ciudad en 1983. Para ese entonces su población había llegado a 12.000. La ciudad continuó creciendo en silencio durante décadas.

## Geografía
Leduc tiene una gran variedad de parques e instalaciones deportivas. Leduc tiene más de 35 km de vías multiuso. En el extremo este de la ciudad se encuentra Telford Lake, y justo al este está Saunders Lake.
- Alexandra Park Ponds
- Coady Lake
- Leduc Reservoir
- Telford Lake
- West Point Lake

## Demografía
El censo municipal de la ciudad de Leduc contaba con una población de 25.482, un incremento del 5,6% con respecto a 2011 su población censo municipal de 24.139.
En el censo de 2011, la ciudad de Leduc tenía una población de 24 279 que viven en 9290 de sus 9789 viviendas, un cambio total de 43,1 % de su población de 2006 de 16 967. Con una superficie de 36,97 kilómetros² (14.27 millas cuadradas), que tenía una densidad de población de 656.72 km² en 2011. El censo de 2011 indicó también que Leduc fue clasificado como el municipio con el noveno más alto crecimiento de la población entre 2006 y 2011.
De acuerdo con el censo municipal de 2011, hombres y mujeres cada uno representaba el 50% de la población. La edad promedio fue de 35, mientras que los residentes de 19 años o más jóvenes representaron el 27% de la población.

## Economía
La ciudad de Leduc es un miembro fundador de la Autoridad de Desarrollo de Leduc-Nisku Económico, una asociación para el desarrollo económico que los mercados Región Internacional de Alberta en las proximidades del aeropuerto internacional de Edmonton. La ciudad forma parte de este transporte internacional y económica región. Se encuentra en el Corredor Comercial CANAMEX en la intersección de dos Canadian Pacific Railway líneas y se encuentra junto al aeropuerto internacional de Edmonton. Estos proporcionan enlaces de transporte a las actividades petroquímicas en el corazón industrial de Alberta, el Fort McMurray área, y otros centros económicos.
La industria del petróleo y del gas ha sido durante mucho tiempo la base de la economía de Leduc. El parque empresarial Leduc, que se encuentra en la parte norte de la ciudad, contiene más de 1.400 empresas. The Nisku Industrial Park, el Nisku Industrial Park, situado al norte del condado dentro de Leduc, también contiene muchos negocios.

## Medios
Leduc es servida por un periódico local, el Leduc Representative (actualmente marca Leduc Rep), así como un periódico regional, el Flyer Leduc-Wetaskiwin Pipestone.
Una estación de radio comunitaria, Radio marca Leduc, también sirve a la ciudad.
Debido a su ubicación dentro de la región de Edmonton, todos los principales medios de comunicación de Edmonton (periódicos, radio y televisión) también sirven a Leduc y sus alrededores.